# Салиба, Вильям
Вилья́м Але́н Андре́ Габриэ́ль Салиба́ (фр. William Alain André Gabriel Saliba; родился 24 марта 2001, Бонди, Сен-Сен-Дени) — французский футболист, защитник английского клуба «Арсенал» и сборной Франции. Серебряный призёр чемпионата мира 2022. Бронзовый призёр чемпионата Европы 2024.

## Клубная карьера
Уроженец Бонди, Салиба начал играть в футбол в шестилетнем возрасте в клубе своего родного города, «Бонди». Его тренировал отец Килиана Мбаппе. В 2016 году Салиба стал игроком футбольной академии «Сент-Этьена». 30 мая 2018 года Вильям подписал свой первый профессиональный контракт с клубом. 25 сентября 2018 года он дебютировал в основном составе «Сент-Этьена» в матче французской Лиги 1 против «Тулузы».
25 июля 2019 году лондонский «Арсенал» объявил о подписании долгосрочного контракта с игроком. По сообщению «Гардиан», сумма трансфера составила 27 млн фунтов. Согласно условиям соглашения, сезон 2019/20 Салиба провёл в «Сент-Этьене» на правах аренды.
В январе 2021 года отправился в аренду во французский клуб «Ницца», где провёл остаток сезона 2020/21.
В июле 2021 года отправился в аренду во французский клуб «Олимпик Марсель» до конца сезона 2021/22.

## Карьера в сборной
Выступал за сборные Франции до 16, до 17, до 18, до 19, до 20 лет и до 21 года.
25 марта 2022 года дебютировал за первую сборную Франции в товарищеском матче против сборной Кот-д’Ивуара.
9 ноября 2022 года был включён в официальную заявку сборной Франции для участия в матчах чемпионата мира 2022 года в Катаре.

## Личная жизнь
Родители Вильяма родом из Камеруна.

## Статистика
| Выступление      | Выступление      | Выступление      | Чемпионат | Чемпионат | Кубки | Кубки | Еврокубки | Еврокубки | Прочие | Прочие | Итого | Итого |
| Клуб             | Лига             | Сезон            | Игры      | Голы      | Игры  | Голы  | Игры      | Голы      | Игры   | Голы   | Игры  | Голы  |
| ---------------- | ---------------- | ---------------- | --------- | --------- | ----- | ----- | --------- | --------- | ------ | ------ | ----- | ----- |
| Сент-Этьен       | Лига 1           | 2018/19          | 16        | 0         | 3     | 0     | 0         | 0         | 0      | 0      | 19    | 0     |
| Сент-Этьен       | Лига 1           | 2019/20          | 12        | 0         | 3     | 0     | 2         | 0         | 0      | 0      | 17    | 0     |
| Сент-Этьен       | Итого            | Итого            | 28        | 0         | 6     | 0     | 2         | 0         | 0      | 0      | 36    | 0     |
| Ницца            | Лига 1           | 2020/21          | 20        | 1         | 2     | 0     | 0         | 0         | 0      | 0      | 22    | 1     |
| Ницца            | Итого            | Итого            | 20        | 1         | 2     | 0     | 0         | 0         | 0      | 0      | 22    | 1     |
| Олимпик Марсель  | Лига 1           | 2021/22          | 36        | 0         | 3     | 0     | 13        | 0         | 0      | 0      | 52    | 0     |
| Олимпик Марсель  | Итого            | Итого            | 36        | 0         | 3     | 0     | 13        | 0         | 0      | 0      | 52    | 0     |
| Арсенал (Лондон) | Премьер-лига     | 2022/23          | 27        | 2         | 2     | 0     | 4         | 1         | 0      | 0      | 33    | 3     |
| Арсенал (Лондон) | Премьер-лига     | 2023/24          | 38        | 2         | 1     | 0     | 10        | 0         | 1      | 0      | 50    | 2     |
| Арсенал (Лондон) | Премьер-лига     | 2024/25          | 32        | 2         | 5     | 0     | 9         | 0         | 0      | 0      | 46    | 2     |
| Арсенал (Лондон) | Итого            | Итого            | 97        | 6         | 8     | 0     | 23        | 1         | 1      | 0      | 129   | 7     |
| Всего за карьеру | Всего за карьеру | Всего за карьеру | 181       | 7         | 19    | 0     | 38        | 1         | 1      | 0      | 239   | 8     |

## Достижения

### Командные
«Арсенал»
- Обладатель Суперкубка Англии (2): 2020, 2023

Сборная Франции
- Серебряный призёр чемпионата мира: 2022

### Личные
- Молодой игрок сезона в французской Лиге 1: 2021/22[11]
- Вошёл в состав «команды года» в французской Лиге 1: 2021/22[12]
- Вошёл в состав «команды года» по версии ПФА (2): 2022/23[13], 2023/24[14]
- Вошёл в состав символической сборной чемпионата Европы: 2024[15]